# Zlaté Moravce
Zlaté Moravce (německy: Goldmorawitz, maďarsky: Aranyosmarót) jsou okresním městem na Slovensku, leží v Nitranském kraji, asi 28 km východně od Nitry. Žije zde přibližně 12 tisíc obyvatel. Město má rozlohu 45,36 km², leží v nadmořské výšce 196 m. Městem protéká řeka Žitava a Hostiansky potok, který se na jižním okraji města do Žitavy zprava vlévá.

## Historie
Nejstarší zmínka o Zlatých Moravcích je v listině benediktýnského Opatství sv. Ypolita v Nitře z roku 1113, kde je město uvedené jako Morowa. Podle názvu obec obývali Moravané. Ve 12. a 13. století patřila zoborskému opatství, od roku 1292 Hunt-Poznanovcům a od roku 1386 panství Jelenec. Od roku 1564 se Zlaté Moravce vyvíjely jako městečko. V letech 1530 a 1573 jej vyrabovali Turci. Od 17. století město patřilo Paluškovcům, později Migazziovcům. V roce 1735 se staly sídlem Tekovské župy a zůstaly jím až do úpravy administrativního uspořádání v prvních letech Československé republiky. Ve dvacátých a třicátých letech 20. století probíhaly četnější dělnické stávky. V roce 1938 bylo město spojeno s Pohroním a Nitrou železniční tratí Lužianky – Zlaté Moravce – Kozárovce.
Po druhé světové válce byly vybudované nové průmyslové podniky, především Calex na výrobu ledniček. Calex se měl původně orientovat na výrobu obuvnických strojů, ale od 50. let zde začala výroba chladniček. Továrna se postupně stala hlavním výrobcem chladírenských zařízení pro celé Československo a byla hlavním zaměstnavatelem v regionu. Na vrcholu zaměstnanosti do roku 1989 zaměstnávala 5240 pracovníků. Kromě toho zde v období socialismu působily podniky na výrobu obuvi – pobočný závod ZDA Partizánske, v 90. letech byl privatizován a později rozkraden, podnik zanikl v roce 2001 pod názvem Rossa. Dále zde působil KOVOPLAST Nitra, také se rozvinula výroba v cihelně. Po transformaci na tržní ekonomiku se Calex musel přizpůsobit konkurenčnímu prostředí, novým pravidlům používání nebezpečných freonů a z tohoto důvodu od roku 1991 založil společný podnik s firmou SAMSUNG, kde se orientoval na výrobu ekologických kompresorů a souběžně s tím pokračoval i samotný Calex a. s. Firmu však později v dobách divoké privatizace postihly problémy a zkrachovala. Oživení průmyslového areálu nastalo až po roce 2000, kdy areál začal využívat dánský investor, který vyrábí chladící techniku a kompresory. Značka Calex však zůstala známou a dodnes někteří přezdívají město jako „CALEX city“.
V roce 1983 se ve vzdálenosti asi 20 km od města začala stavět jaderná elektrárna Mochovce.
V současné době ve městě působí průmyslové podniky Danfoss – Secop, Delfingen v areálu bývalých ZDA, Estamp, Defta Slovakia. 
V roce 1960 Zlaté Moravce přestaly být okresním městem a byly začleněny pod nový velký okres Nitra v Západoslovenském kraji, od roku 1996 jsou Zlaté Moravce opět okresním městem Nitranského kraje. 

### Památky
- klasicistní kostel sv. Michala Archanděla z roku 1785, postavený na místě staršího gotického kostela (malby z tohoto kostela byly převezeny do muzea v Ostřihomi a Slovenské národní galerie v Bratislavě
- renesanční kaštěl, ze 17. století, barokně přestavěný po roce 1779, dnes muzeum.
- bývalý župní dům, renesanční ze 17. století, barokně přestavěný v roce 1789.
- Mauzoleum rodiny Migazziovců
- Sousoší Golgoty a archeologická lokalita středověkého kostela
- Památný dům básníka Janka Kráľa
- Budova banky
- Židovský hřbitov, ve kterém je umístěn památník obětem holokaustu

## Významné osobnosti

### Rodáci
- Emil Ágoston (1858–1921) – původním jménem Emil Adler, secesní architekt.
- Marián Filadelfi (1947–2006) – slovenský filmový herec a rekvizitář.
- Róbert Gragger (1887–1926) – univerzitní profesor hungarologie a literární vědy v Berlíně, zakladatel berlínskeho Collegia Hungarica.
- Július Jarábek (* 1953) – slovenský filmový režisér.
- Ján Kocian (* 1958) – původem z Topoľčianek, narozen ve Zlatých Moravcích, československý fotbalový reprezentant, trenér.
- Jozef Lohyňa (* 1963) – bývalý československý zápasník, bronzový medailista z olympijských her 1988.
- Martin Ondrejka (* 1983) – slovenský fotbalový záložník.
- Jozef Samaša (1828–1912) – náboženský spisovatel, pedagog. Profesor biblistiky, od roku 1871 spišský biskup, od roku 1873 arcibiskup a od 2. prosince 1905 kardinál jmenovaný Piem X.
- Mária Švarbová (* 1988) – umělecká fotografka.
- Matej Truban (* 1996) - dramatik, dramaturg Bábkového divadla Žilina, zakladatel a principál Divadla Houže.
- Ján Tužinský (* 1951) – slovenský spisovatel, autor literatury pro děti a mládež.
- Vec (* 1976) – slovenský rapper, DJ, textař a hudebník, vlastním jménem Branči Kováč.

### Osobnosti, které ve městě působily
- Janko Kráľ – básník štúrovské generace, žil a působil ve městě od roku 1862 až do svojí smrti v roce 1876. V městě se nachází po něm pojmenovaný park, památník, muzeum a jeho jméno nese i místní gymnázium.
- Krištof Bartolomej Anton Migazzi (něm. Christoph Bartholomäus Anton Graf Migazzi) (1714-1803) – vídeňský arcibiskup, pohřbený v Dómu sv. Štefana vo Vídni, nechal v městě v roce 1785 postavit kostel sv. Michala Archanděla.
- Karel Koutský – český matematik, učil na zdejší škole v letech 1922–1928

## Sport
Ve městě sídlí fotbalový klub FC ViOn Zlaté Moravce, hrající v sezóně 2010/2011 nejvyšší slovenskou ligu.

## Městské části
- Prílepy – připojeny v roce 1960
- Chyzerovce – připojeny v roce 1970

(v letech 1975–2002 byly městskou částí také Žitavany, dnes samostatná obec na sever od města)

## Partnerská města
1. Sierpc, Polsko
2. Bučovice, Česká republika
3. Našice, Chorvatsko
4. Hulín, Česká republika
5. Velké Přílepy, Česká republika
6. Szydłów, Polsko